# Willcox (Arizona)
Willcox est une ville américaine du comté de Cochise, en Arizona.
Selon le recensement de 2010, la ville compte 3 757 habitants. La municipalité s'étend sur 6,28 milles carrés (16,27 km2), dont 6,15 milles carrés (15,93 km2) de terres et 0,13 milles carrés (0,34 km2) d'eau.

## Démographie
| 1890 | 1910  | 1920 | 1930 | 1940 | 1950  |
| ---- | ----- | ---- | ---- | ---- | ----- |
| 396  | 1 632 | 905  | 806  | 884  | 1 266 |

| 1960  | 1970  | 1980  | 1990  | 2000  | 2010  |
| ----- | ----- | ----- | ----- | ----- | ----- |
| 2 441 | 2 568 | 3 243 | 3 122 | 3 733 | 3 757 |